# Terence Jay
Terence Jay (nacido en 1985 en Nueva Jersey, Estados Unidos) es un actor y músico estadounidense. Es el hijo de la productora Deborah Del Prete.

## Carrera
Es mejor conocido por su papel de Jeremy Van Holden en la película Green Street Hooligans de 2005, junto a Elijah Wood, y por escribir e interpretar varias canciones en la banda sonora de la película, incluida la que se reproduce durante la secuencia final de la película, "One Blood". También interpretó a Zane en la película de terror sobrenatural de 2007 Buried Alive, en la que se le muestra tocando la guitarra y cantando. En 2016, Terence Jay formó la empresa Nirvana Handpan, una empresa que fabrica instrumentos musicales de acero personalizados llamados Handpans. Su trabajo actual puede verse y escucharse en www. NirvanaHandpan.com

## Filmografía
| Año  | Título                   | Músico | Actor | Papel                                                    |
| ---- | ------------------------ | ------ | ----- | -------------------------------------------------------- |
| 2005 | Green Street Hooligans   | Sí     | Sí    | Jeremy Van Holden                                        |
| 2007 | Buried Alive             | Sí     | Sí    | Zane                                                     |
| 2007 | Undead or Alive          | Sí     | No    | Interpreta la canción "Undead or Alive"                  |
| 2008 | Living Hell              | Sí     | Sí    | Sgt. Arbogast; compositor; interpreta la canción "Demon" |
| 2009 | Green Street Hooligans 2 | Sí     | Sí    | Joss Abbott                                              |